# HMS Eagle (94)
O HMS Eagle foi o primeiro porta-aviões da Marinha Real Britânica. 
Fora encomendado pelo Chile como um superdreadnought que receberia a denominação de Almirante Cochrane, mas, com o advento da Primeira Guerra Mundial, a  Marinha britânica confiscou a embarcação, que se encontrava em construção. A conclusão da obra ocorreu depois de 1917. O navio foi comprado do Chile, pela Marinha Real, e foi adaptado para se tornar um porta-aviões, entrando em serviço a partir de 1924. Foi anexado à Frota do Mediterrâneo e depois enviado para a estação britânica da China. Quando a Itália entrou na Segunda Guerra Mundial, ao lado dos Países do Eixo, o Eagle era o único porta-aviões britânico disponível no Mediterrâneo.
Prestou um excelente serviço, transportando aviões de caça e escoltando comboios para a ilha de Malta e para a Grécia, que se encontravam sitiadas pelos países do Eixo. Participou da Batalha da Calábria, em julho de 1940. Foi modernizado em 1941 e designado para missões de perseguição aos navios e embarcações do Eixo no Oceano Índico e no Atlântico Sul. As suas aeronaves afundaram um navio de quebra de bloqueio e um petroleiro alemão, em meados de 1941, mas não localizaram outras embarcações do Eixo antes de o Eagle ser enviado para ser reequipado, em  outubro daquele ano. Após a reequipagem, no início de 1942, o Eagle foi novamente enviado para Malta, a fim de suprir a defesa aérea da ilha.
O Eagle foi torpedeado em 11 de agosto de 1942, pelo submarino alemão U-73, quando escoltava um comboio para Malta, durante a Operação Pedestal.